# Conophyma nitens
Conophyma nitens är en insektsart som beskrevs av Leo L. Mishchenko 1951. Conophyma nitens ingår i släktet Conophyma och familjen Dericorythidae. Inga underarter finns listade i Catalogue of Life.